# Hemispingus parodii
Hemispingus parodii là một loài chim trong họ Thraupidae.